# 第9回ネバダ映画批評家協会賞
第9回ネバダ映画批評家協会賞は2019年の映画を対象としており、2019年12月20日に発表された。

## 受賞一覧

### 作品賞
- 『マリッジ・ストーリー』

### 監督賞
- ノア・バームバック - 『マリッジ・ストーリー』

### 主演男優賞
- アダム・ドライバー - 『マリッジ・ストーリー』

### 主演女優賞
- スカーレット・ヨハンソン - 『マリッジ・ストーリー』
- シャーリーズ・セロン - 『スキャンダル』

### 助演男優賞
- ジョー・ペシ - 『アイリッシュマン』

### 助演女優賞
- ジェニファー・ロペス - 『ハスラーズ』

### 脚本賞
- クエンティン・タランティーノ - 『ワンス・アポン・ア・タイム・イン・ハリウッド』

### 脚色賞
- タイカ・ワイティティ - 『ジョジョ・ラビット』

### 撮影賞
- ロジャー・ディーキンス - 『1917 命をかけた伝令』

### アニメーション映画賞
- 『トイ・ストーリー4』

### ドキュメンタリー映画賞
- 『アポロ11 完全版』

### 視覚効果賞
- 『アベンジャーズ/エンドゲーム』

### 美術賞
- 『ワンス・アポン・ア・タイム・イン・ハリウッド』